# Gare de Châlus
Gare de Châlus vasútállomás Franciaországban, Châlus településen.

## Vasútvonalak
Az állomást az alábbi vasútvonalak érintik:
- Saillat-sur-Vienne-Bussière-Galant-vasútvonal

## Kapcsolódó állomások
A vasútállomáshoz az alábbi állomások vannak a legközelebb: